# Лавров, Виктор Иванович
 Виктор Иванович Лавров (1925—1943) — участник Великой Отечественной войны, стрелок 1-й роты мотострелкового батальона 54-й гвардейской танковой бригады (7-й гвардейский танковый корпус, 3-я гвардейская танковая армия, Воронежский фронт), гвардии красноармеец.

## Биография
Родился в 1925 году в деревне Софьинка (ныне — Духовницкого района Саратовской области). Русский.
Окончил семилетнюю школу, работал на заводе и рулевым на пароходе.
В 1943 году был призван в Красную Армию. С сентября 1943 года сражался на Воронежском фронте. Принимал участие в освобождении Сумской, Черниговской и Киевской областей Украины.
22-27 сентября 1943 года вёл бой за плацдарм, разведывал вражескую оборону и переправлял бойцов и командиров на правый берег реки Днепр. 27 сентября при отражении контратаки танков и пехоты противника в районе села Великий Букрин (Мироновский район Киевской области) Виктор Лавров погиб смертью храбрых.
Похоронен в братской могиле села Трахтемиров (ныне Каневского района Черкасской области Украины).

## Награды
- Звание Героя Советского Союза гвардии красноармейцу Лаврову Виктору Ивановичу присвоено посмертно указом Президиума Верховного Совета СССР от 17 ноября 1943 года за отвагу и мужество, проявленные при форсировании Днепра, захвате и удержании плацдарма на правом берегу реки.
- Награждён орденом Ленина и орденом Красной Звезды.